# Campeonato Mundial de Snowboard de 2023
El XV Campeonato Mundial de Snowboard se celebró en la localidad de Bakuriani (Georgia) entre el 19 de febrero y el 4 de marzo de 2023 bajo la organización de la Federación Internacional de Esquí (FIS) y la Federación Georgiana de Esquí. Paralelamente se realizó el XIX Campeonato Mundial de Esquí Acrobático.
Los deportistas de Rusia y Bielorrusia fueron excluidos de este campeonato debido a la invasión rusa de Ucrania.

## Medallistas

### Masculino
| Evento                           | Oro                                  | Plata                                 | Bronce                             |
| -------------------------------- | ------------------------------------ | ------------------------------------- | ---------------------------------- |
| Eslalon paralelo (21.02)         | Andreas Prommegger · Austria         | Arvid Auner · Austria                 | Arnaud Gaudet · Canadá             |
| Eslalon gigante paralelo (19.02) | Oskar Kwiatkowski · Polonia          | Dario Caviezel · Suiza                | Alexander Payer · Austria          |
| Campo a través (03.03)           | Jakob Dusek · Austria                | Martin Nörl · Alemania                | Omar Visintin · Italia             |
| Halfpipe (03.03)                 | Lee Chae-Un Corea del Sur 93,50 pts. | Valentino Guseli Australia 93,00 pts. | Jan Scherrer · Suiza · 89,25 pts.  |
| Big air (04.03)                  | Taiga Hasegawa Japón 177,25          | Mons Røisland · Noruega · 157,25      | Nicolas Huber · Suiza · 150,50     |
| Slopestyle (27.02)               | Marcus Kleveland · Noruega · 87,23   | Ryoma Kimata Japón 83,45              | Chris Corning Estados Unidos 82,18 |

### Femenino
| Evento                           | Oro                               | Plata                                    | Bronce                            |
| -------------------------------- | --------------------------------- | ---------------------------------------- | --------------------------------- |
| Eslalon paralelo (21.02)         | Julie Zogg · Suiza                | Ladina Jenny · Suiza                     | Sabine Schöffmann · Austria       |
| Eslalon gigante paralelo (19.02) | Tsubaki Miki Japón                | Daniela Ulbing · Austria                 | Aleksandra Król · Polonia         |
| Campo a través (03.03)           | Eva Adamczyková · República Checa | Josie Baff Australia                     | Lindsey Jacobellis Estados Unidos |
| Halfpipe (03.03)                 | Cai Xuetong China 90,50 pts.      | Elizabeth Hosking · Canadá · 85,50 pts.  | Mitsuki Ono Japón 83,00 pts.      |
| Big air (04.03)                  | Anna Gasser · Austria · 162,50    | Miyabi Onitsuka Japón 161,25             | Tess Coady Australia 153,25       |
| Slopestyle (27.02)               | Mia Brookes Reino Unido 91,38     | Zoi Sadowski-Synnott Nueva Zelanda 88,78 | Miyabi Onitsuka Japón 83,05       |

### Mixto
| Evento                               | Oro                                          | Plata                                            | Bronce                                |
| ------------------------------------ | -------------------------------------------- | ------------------------------------------------ | ------------------------------------- |
| Eslalon paralelo por equipos (22.02) | Aaron March · Nadya Ochner · Italia          | Andreas Prommegger · Sabine Schöffmann · Austria | Dario Caviezel · Julie Zogg · Suiza   |
| Campo a través por equipos (04.03)   | Huw Nightingale Charlotte Bankes Reino Unido | Jakob Dusek · Pia Zerkhold · Austria             | Merlin Surget Chloé Trespeuch Francia |

## Medallero
| Núm. | País            | Oro | Plata | Bronce | Total |
| ---- | --------------- | --- | ----- | ------ | ----- |
| 1    | Austria         | 3   | 4     | 2      | 9     |
| 2    | Japón           | 2   | 2     | 2      | 6     |
| 3    | Reino Unido     | 2   | 0     | 0      | 2     |
| 4    | Suiza           | 1   | 2     | 3      | 6     |
| 5    | Noruega         | 1   | 1     | 0      | 2     |
| 6    | Italia          | 1   | 0     | 1      | 2     |
| 6    | Polonia         | 1   | 0     | 1      | 2     |
| 8    | China           | 1   | 0     | 0      | 1     |
| 8    | Corea del Sur   | 1   | 0     | 0      | 1     |
| 8    | República Checa | 1   | 0     | 0      | 1     |
| 11   | Australia       | 0   | 2     | 1      | 3     |
| 12   | Canadá          | 0   | 1     | 1      | 2     |
| 13   | Alemania        | 0   | 1     | 0      | 1     |
| 13   | Nueva Zelanda   | 0   | 1     | 0      | 1     |
| 15   | Estados Unidos  | 0   | 0     | 2      | 2     |
| 16   | Francia         | 0   | 0     | 1      | 1     |
|      | TOTAL           | 14  | 14    | 14     | 42    |